# In hoc signo vinces

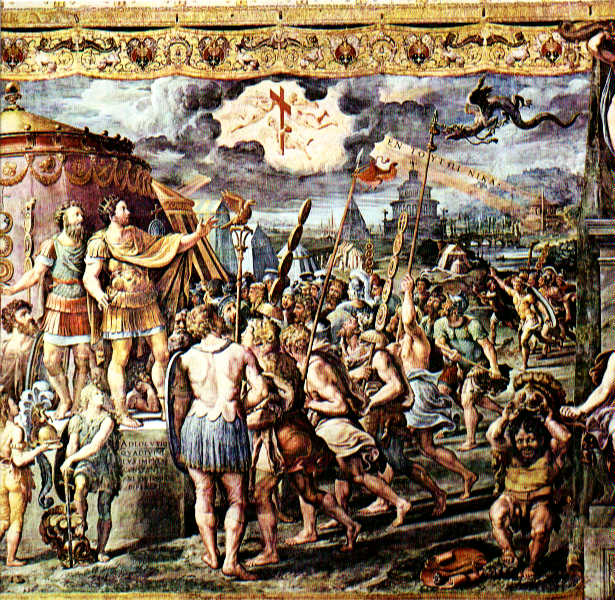
Wizja Konstantyna na fresku Wizja Krzyża autorstwa uczniów Rafaela, Sala Konstantyna w Stanzach Watykańskich

In hoc signo vinces („pod tym znakiem zwyciężysz”) – słowa, jakie pod świecącym krzyżem na niebie miał usłyszeć Konstantyn Wielki w czasie marszu na Rzym, przed stoczeniem bitwy z Maksencjuszem, tzw. bitwy przy moście Mulwijskim w 312 roku.
Po raz pierwszy o wizji Konstantyna informuje Laktancjusz (O śmierci prześladowców, 44), pisząc, iż tuż przed bitwą Konstantyn otrzymał z nieba polecenie umieszczenia na tarczach swoich żołnierzy monogramu złożonego z greckich liter chi (X) i rho (P). O wizji takiej nic nie wspomina jednak Historia kościelna Euzebiusza z Cezarei. Dopiero w Vita Constantini (1,27n.) legenda została podana w znanej powszechnie formie: kilka dni przed bitwą Konstantyn miał ujrzeć na niebie świetlisty krzyż.
Krytycy uważają, że symbol z wizji Konstantyna dopiero w późniejszym okresie został powiązany przez chrześcijańskich pisarzy z monogramem Chi Rho (☧), symbolizującym Chrystusa. W rzeczywistości Konstantyn mógł posłużyć się starym solarnym symbolem sześcioramiennej gwiazdy. Dowodem na to może być fakt, iż w czasie bitwy przy moście Mulwijskim i jeszcze w kilka lat po tym wydarzeniu cesarz był wyznawcą Sol Invictus. Współczesny Konstantynowi pogański panegiryk wspomina o innej wizji, stricte pogańskiej, jakiej miał doświadczyć cesarz w 310 roku nad rzeką Mozą, kiedy to objawili mu się Apollo i Wiktoria, wręczając wieńce laurowe z monogramem XXX.
Zdaniem niektórych Konstantyn mógł doświadczyć tzw. halo, zjawiska optycznego związanego z załamaniem się promieni słonecznych.

## Nawiązania
Legenda podobna do tej o Konstantynie związana jest z osobą króla duńskiego Waldemara II, który podczas bitwy z Estończykami w 1219 roku także miał ujrzeć na niebie ognisty krzyż, umieszczony następnie na fladze Danii.
Sentencja została użyta m.in. w herbie czeskiego miasta Pilzna.